# شمشی-ادد یکم
شَمشی-اَدَد یکم (به اکدی: Šamši-Adad I); (اموری: Shamshi-Addu) ; حدود ۱۸۰۹-۱۷۷۶ پیش از میلاد شاه آشور با تبار اموری بود که سرزمین‌های بسیاری از سوریه، آناتولی و میانرودان شمالی را برای دوره آشوری کهن فتح کرده بود.

## رشد

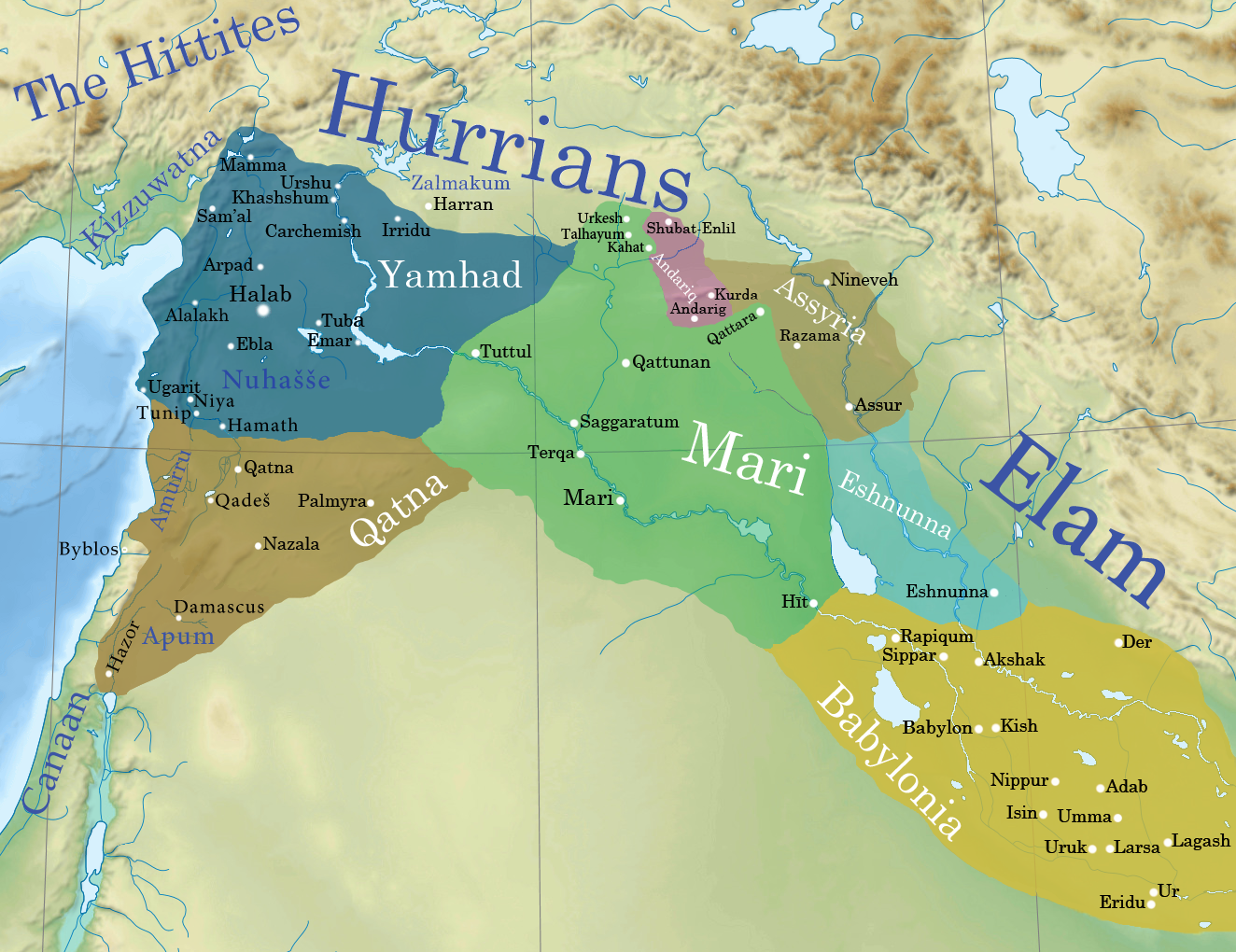
نقشه خاور نزدیک باستان که موقعیت ژئوپلیتیکی اطراف دوره آشوری کهن (قهوه‌ای روشن) در میان قدرت‌های بزرگ معاصرش را نشان می‌دهد مانند: اشنونا (آبی روشن)، یمحاض (آبی تیره)، قطنا (قهوه‌ای تیره)، دودمان یکم بابل (زرد) و پادشاهی سوم ماریوت (کمی قبل از فتح شهر متروکه شوبات-انلیل حدود ۱۸۰۸ سال قبل از میلاد توسط فاتح اموری نژاد شمشی-آداد یکم).

شمشی-ادد یکم تاج و تخت اکالاتوم را از ایلا-کَبکَبو به ارث برد (حدود ۱۸۳۶ پیش از میلاد - حدود ۱۸۳۳ پیش از میلاد). از ایلا-کَبکَبو به عنوان پدر شمشی-ادد یکم در «فهرست پادشاهان آشور» نام برده شده‌است. نام مشابه (نه لزوماً همان شکل) در قسمت قبلی در میان «پادشاهانی که پدران آنها شناخته شده‌است» ذکر شده‌است. با این حال، شمشی-ادد یکم تاج و تخت آشور را از پدرش به ارث نبرد اما در عوض یک فاتح بود. ایلا-کَبکَبو نه از آشور، بلکه پادشاه اموری‌نژاد اکالاتوم بود. مطابق "وقایع نگاری مری"، ایلا-کَبکَبو شوپروم (حدود ۱۷۹۰ پیش از میلاد) را تصرف کرد، سپس شمشی-ادد یکم وارد خانه پدرش شد" (شمشی-ادد یکم به جای ایلا-کَبکَبو به عنوان پادشاه اکالاتوم، در سال بعد به حکومت رسید). در پی حمله نارام-سین شاه اشنونا (حدود ۱۸۵۰–۱۸۱۶ پیش از میلاد) به اکالاتوم، شمشی-ادد یکم مجبور به فرار به بابل (حدود ۱۸۲۳ پیش از میلاد) شد. شمشی-ادد یکم تا زمان مرگ نارام-سین اشنونا (حدود ۱۸۱۶ پیش از میلاد) در تبعید باقی مانده بود. یادنامه آشوری گزارش می‌دهد که شمشی-آداد یکم "در زمان "نارام-سین" به بابل رفت. شمشی-ادد یکم بعد از اینکه اکالاتوم را پس گرفت، مدتی صبر کرد و سپس پادشاه اریشوم دوم پادشاه آشور کهن را سرنگون کرد (حدود ۱۸۱۵–۱۸۰۹ پیش از میلاد).
شمشی-ادد یکم آشور را فتح کرد و به عنوان اولین پادشاه اموری آشور ظاهر شد (حدود ۱۸۰۸ پیش از میلاد). شمشی-ادد یکم سعی کرد با ادعای تبار از اوشپیا پادشاهی اولیه آشوری بومی پادشاهی که (حدود ۲۰۵۰–۲۰۳۰ پیش از میلاد) سلطنت آشور را به دست آورد، جایگاه خود را در سلطنت آشور قانونی جلوه دهد.
اگرچه طبق نوشته‌های آشوریان بعدها اموری قلمداد می‌شود، اما باستان شناسان قبلی تصور می‌کردند که شمشی-ادد یکم یک آشوری بومی بوده‌است. اوشپیا آخرین نفر در بخش «پادشاهانی بود که در چادرها زندگی می‌کردند» از فهرست پادشاهان آشور بود. اوشپیا توسط آثار معاصر تأیید نشده‌است. پسرش آپیاشال (در حدود سال ۲۰۳۰–۲۰۲۷ پیش از میلاد) اوشپیا در فهرست پادشاهان آشور جانشین او شد. طبق گفته فهرست پادشاهان آشور، آپیاشال پادشاهی از دوره آشوری اولیه بود. آپیاشال در بخش فهرست پادشاهان آشور ذکر شده‌است که آخرین آنها «در مجموع هفده پادشاه، چادرنشین» است. این بخش شباهت‌های مشخصی با اجداد دودمان اول بابل را نشان می‌دهد.آپیاشال همچنین در بخشی از فهرست پادشاهان آشور به عنوان اولین از ده "پادشاهی که پدران آنها شناخته شده‌است" ذکر شده‌است. این بخش (که برخلاف بقیه لیست) به ترتیب معکوس نوشته شده‌است - شروع با آمینو (حدود ۲۰۰۳–۲۰۰۰ پیش از میلاد) و پایان دادن به آپیاشال "کلاً ده پادشاه که اجداد هستند" - که اغلب اوقات به عنوان لیست نیاکان شمشی-آداد یکم تفسیر شده‌است. با توجه به این فرض، دانشمندان استنباط کردند که شکل اصلی فهرست پادشاهان آشور دوباره نوشته شده‌است به عنوان "تلاش برای توجیه اینکه شمشی-آداد یکم یک حاکم مشروع دولت‌شهر آشور بوده‌است و با تلفیق نیاکان خود در شجره‌نامه بومی آشور، پیشینیان غیر آشوری وی را پنهان می‌کند". اما، این تفسیر به‌طور جهانی پذیرفته نشده‌است. "" تاریخ باستان کمبریج "" این تفسیر را رد کرد و در عوض این بخش را به عنوان اجداد سلیلی تفسیر کرد (۲۰۰۰ پیش از میلاد).
در ایالت شهر آشور، شمشی-ادد یکم عنوان «فرماندار آشور» را داشت. الواح سنگی با نوشته اکدی قالب بندی شده در سه ستون و صد و سی و پنج سطر، از شمشی-آداد یکم در نزدیکی معبد خدا آشور پیدا شده‌است. باستان‌شناسی این ادعا را تأیید می‌کند زیرا کاوش‌های معبد آشور نشان می‌دهد که در بسیاری از آجرها و اشیا داخل آن نوشته شده‌است «شمشی-ادد یکم سازنده معبد آشور» بر روی آنها حک شده‌است. وی در این کتیبه ادعا می‌کند «پادشاه جهان» و «متحد کننده سرزمین بین رودهای دجله و فرات» بوده‌است. همچنین وی ادعا کرد که پادشاه سرزمین علیا از وی خراج گرفته و معبد انلیل را ساخته‌است. وی قیمت‌های بازار آن زمان را اینگونه توصیف کرد که یک مثقال نقره به ارزش دو کور جو، پانزده مینا پشم یا دو کوزه روغن است.

## فتوحات

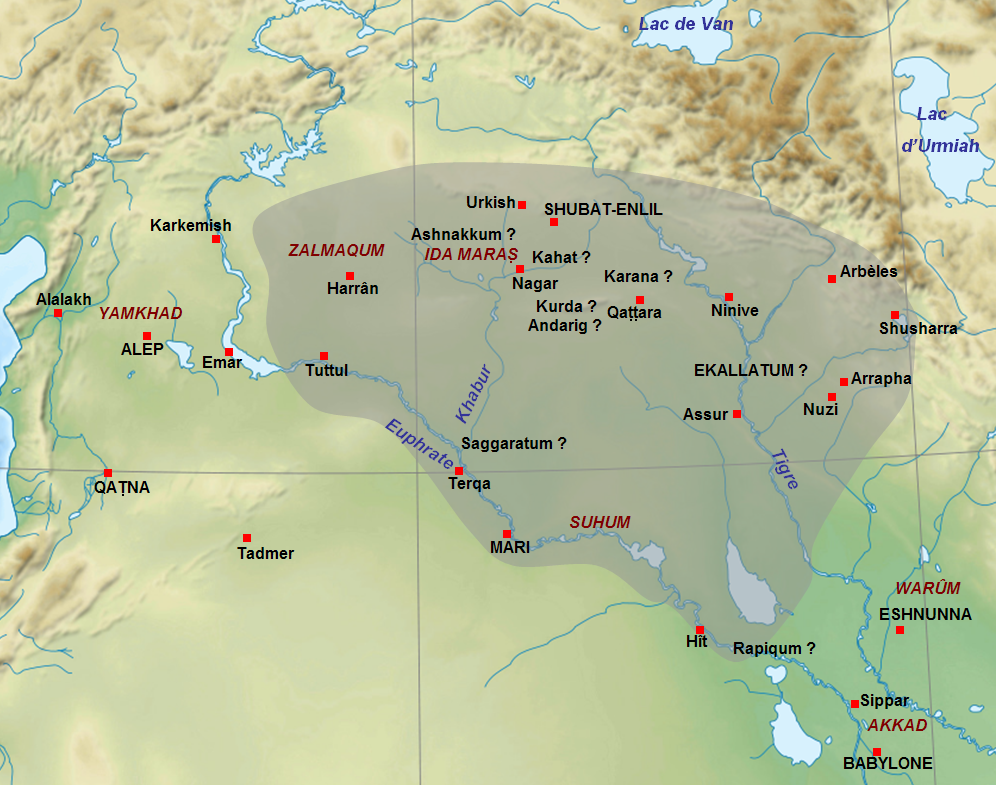
گسترۀ تقریبی قلمروی شمشی ادد یکم در هنگام مرگ او (حدود ۱۷۲۱ پ. م).

شمشی-ادد یکم شهر متروکه شوخنا (امروزه به تل لیلان معروف است) را تصرف کرد، آن را به پایتخت پادشاهی میانرودان تبدیل کرد و سپس به شوبات انلیل (Šubat-Enlil) تغییر نام داد (به معنی «محل اقامت خدای انلیل» در زبان اکدی).
در طول سلطنت وی، پادشاهی میانرودان شمالی برای دستیابی به قدرت در میانرودان جنوبی علیه پادشاه نارام-سین اشنونا (که در حدود ۱۸۱۶ پیش از میلاد درگذشت)، جانشینان نارام-سین و یاهدون-لیم از ماری مبارزه نمود. یک هدف اصلی برای تصرف شهر ماری بود که مسیر کاروان بین آناتولی و میانرودان را کنترل می‌کرد. پادشاه یاهدون-لیم ماری (حدود ۱۸۰۰-۱۷۰۰ پیش از میلاد) توسط خادمان خود ترور شد (احتمالاً به دستور شمشی-ادد یکم). وارث تاج و تخت ماری، زیمری لیم، مجبور به فرار به یمحاض شد. شمشی-ادد یکم از این فرصت استفاده کرده و ماری را اشغال کرد. (۱۷۹۵ پیش از میلاد) وی پسران خود (ایشمه-داگان یکم و یسمه-ادد) را در مکان‌های مهم جغرافیایی قرار داد و مسئولیت نگهبانی و نظارت به آن مناطق را به آنها داد. شمشی-ادد یکم پسر بزرگ خود (ایشمه-داگان یکم) را بر تخت سلطنت اکالاتوم قرار داد، در حالی که شمشی-ادد یکم در شوبات-انلیل باقی ماند. شمشی-ادد یکم پسر دوم خود، یسمه-ادد را نیز در ماری بر تخت سلطنت قرار داد.با الحاق ماری، شمشی-ادد یکم امپراتوری بزرگی شامل بخش عمده‌ای از سوریه، آناتولی و کل میانرودان (این امپراتوری اغلب به عنوان «پادشاهی میانرودان بالا» یا «امپراتوری میانرودان فوقانی» نامیده می‌شود) را تأسیس نمود. شمشی-ادد یکم خود را به عنوان «پادشاه همه» اعلام کرد. (این عنوان توسط سارگون بزرگ امپراتوری اکدی حدود ۲۳۳۴-۲۲۷۹ پیش از میلاد استفاده شده بود).
پادشاه دادوشا اشنونا (حدود ۱۸۰۰–۱۷۷۹ پیش از میلاد)، با شمشی-ادد یکم برای فتح منطقه بین رود زاب این دو اتحاد ایجاد کرد (۱۷۸۱ پ. م) این کارزار نظامی نیروهای مشترک در یک تخته پیروزی بزرگداشت شد که بیان می‌کند دادوشا زمین‌ها را به شمشی-ادد یکم داد. شمشی-ادد یکم بعدها با حمله به شهرهایی از جمله شادوپوم، نربتوم و آنداریگ علیه دادوشا اقدام کرد. … بر روی کتیبه‌ها، شمشی-ادد یکم با برپایی پیروزی در ساحل دریای مدیترانه به خود می‌بالد، اما اینها احتمالاً نشان‌دهنده لشکرکشی‌های کوتاه‌تر از تلاش برای فتح است. مبارزات وی با دقت برنامه‌ریزی شده بود و ارتش وی از تمام روش‌های کلاسیک محاصره مانند محاصره باروها و قوچ‌های دژکوب آگاهی داشت.

## خانواده
در حالی که احتمالاً ایشمه-داگان یکم یک حاکم ذی‌صلاح بود، به نظر می‌رسد برادرش یسمه-ادد مردی با شخصیت ضعیف بوده‌است. چیزی که پدر ناامید (شمشی-ادد یکم) بالاتر از آن ذکر نکرد:
"آیا شما یک کودک هستید، یک مرد نیستید، آیا هیچ ریشی روی چانه خود ندارید؟"
شمشی-ادد یکم در نامه دیگری نوشت:
"در حالی که اینجا برادر شما پیروز است، آنجا پایین در میان زنان دروغ می‌گویید."
همان‌طور که در نامه‌های فراوانش به آنها، نشان داده شده‌است، شمشی-ادد یکم به‌طور واضح اعمال فرزندان خود را کنترل می‌کرد. در یک زمان او یک ازدواج سیاسی بین یسمه-ادد و بلتوم، شاهزاده خانم متحد خود در قطنا ترتیب داد. یسمه-ادد قبلاً همسر برجسته‌ای داشت و بلتوم را در موقعیت ثانویه قدرت قرار داده بود. شمشی-ادد یکم او را تأیید نکرد و پسرش را مجبور کرد که بلتوم را در موقعیت پیشرو در قصر نگه دارد.
شمشی-ادد یکم نامه‌ای را به ایشی-آدو (پدر بلتوم، پادشاه قطنا) بر روی یک لوح ارسال کرد و در آن در مورد اتحاد، حملات دشمنان و ازدواج موفق بین فرزندانشان بحث کرد. در آن شمشی-ادد یکم نوشت:
 "من شنیدم که شما با کمال میل عروس من را از طریق ایمن به من برگردانده‌اید، که وقتی بندگان من پیش شما بودند خوب رفتار کردید و مانعی برای آنها ایجاد نکردید. قلب من خیلی خوشحال است. ""

## سلطنت
شمشی-ادد یکم، یک سازمان دهنده عالی بود و او کنترل‌های محکم خود را در تمام امور کشور از سیاست‌های بالا گرفته تا انتصاب مقامات و اعزام مقررات کنترل می‌کرد. از جاسوسان و تبلیغات اغلب برای جلب شهرهای رقیب استفاده می‌شد. وی به سرزمین‌های فتح شده اجازه داد برخی از اقدامات قبلی خود را حفظ کنند. وی در نینوا از منابع دولتی برای بازسازی معبد ایشتار استفاده کرد. حاکمان محلی این شهر قطرارا اقتدار خود را حفظ کردند (اما ایالت خراجگزار تبدیل شدند) و در پادشاهی میانرودان شمالی ادغام شدند.

## سقوط

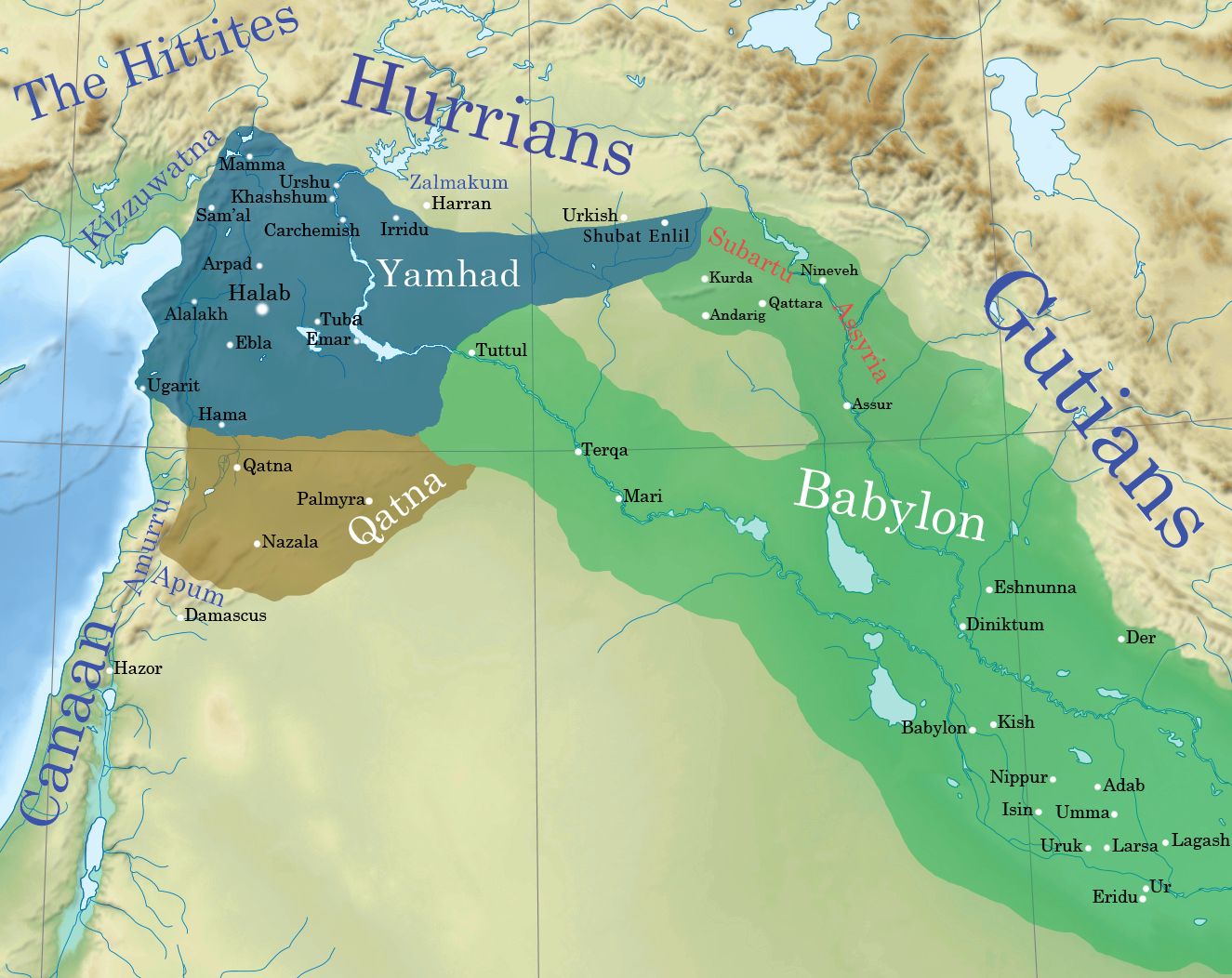
نقشه خاور نزدیک باستان که موقعیت ژئوپلیتیکی اطراف آشور را در نزدیکی قدرت‌های بزرگ معاصر مانند: یمحاض (آبی تیره) و قطنا (قهوه‌ای تیره)، پس از فتوحات حمورابی از سلسله اول بابل (سبز) ج. ۱۷۵۰ پیش از میلاد.

شمشی-ادد یکم در طول زندگی خود به تقویت پادشاهی خود ادامه داد، اما هر چه پیرتر شد، دولت آسیب پذیرتر شد و قدرت‌های بزرگ همسایه یمحاض و اشنونا شروع به حمله کردند. امپراتوری فاقد انسجام بود و در موقعیت جغرافیایی آسیب‌پذیر قرار داشت. به‌طور طبیعی، شکوهمند شدن شمشی-ادد یکم باعث حسادت پادشاهان و قبایل همسایه شد و در طول سلطنت خود، او و پسرانش با کنترل تهدیدهای متعددی روبرو شدند. پس از مرگ شمشی-ادد یکم، اشنونا شهرهای اطراف آشور را تصرف کرد. هنگامی که خبر درگذشت شمشی-ادد یکم پخش شد، رقبای قدیمی وی برای سرنگونی پسرانش از تخت پادشاهی به راه افتادند. یسمه-ادد به زودی توسط زیمری لیم از ماری اخراج شد (حدود سال ۱۷۷۵ پیش از میلاد - حدود ۱۷۶۱ پیش از میلاد)، و سرانجام بقیه امپراتوری در زمان حکومت ایشمه-داگان یکم از دست رفت مت آشکور (۱۷۳۰ پیش از میلاد - حدود ۱۷۲۰ پیش از میلاد) به یک حاکم دیگر آموری به نام حمورابی از بابل (حدود ۱۸۱۰ پیش از میلاد - حدود ۱۷۵۰ پیش از میلاد) شکست خورد.